# أوه! يونغ شيم
أوه! يونغ شيم (بالكورية: 오! 영심이)؛ هو مسلسل تلفزيوني كوري جنوبي، من بطولة سونغ ها-يون، لي دونغ هاي، لي مين-جاي، ريو هيو-يونغ. مبني على شخصيات فيلم الرسوم المتحركة الكوري لعام 1990 بعنوان يونغ شيم. عرض على Genie TV و ENA في 15 مايو الى 13 يونيو 2023، بث كل يومي اثنين وثلاثاء الساعة 22:00 (KST).

## القصة
يونغ شيم وكيونغ تاي، أفضل أصدقاء الطفولة الذين يتذوقون حلاوة ومرارة الحياة مع دخولهم الثلاثينيات من العمر، يجتمعون بالصدفة بعد عشرين عامًا ويطورون قصة رومانسية مشاكسة.

## طاقم
- سونغ ها-ايون في دور اوه يونغ-شيم: مدير إنتاج ترفيهي منذ ثماني سنوات.[6]
- دونغ-هي في دور مثل وانغ كيونغ-تاي (مارك وانغ: الرئيس التنفيذي لشركة كينجفيلي الشهيرة الناشئة.[4]
- لي مين-جاي في دور لي تشاي-دونغ: زميل يونغ-شيم المعجب بها سرًا.[5]
- ريو هيو-يونغ في دور غو ول-سوك: صديقة طفولة يونغ-شيم وهي أحد مستخدمي يوتيوب.[5]

### داعم
- وانغ جي-هيي في دور أوه جين شيم: أخت يونغ شيم الكبرى.[7]
- جا يونغ في دور أوه صن شيم: أخت يونغ شيم الصغرى.[8]
- لي دو-ايوب في دور هيو جيل دونغ: مدير البث.[9]
- جو يو ها في دور لي جي يو: ابنة أخت يونغ شيم.[9]

### أخرون
- اوم تشاي يونغ.[10]

## المشاهدات
| الحلقات | تاريخ البث    | تقييمات نيلسن كوريا (ENA) |
| الحلقات | تاريخ البث    | على الصعيد الوطني         |
| --- | ------------- | ------------------------- |
| 1 | 15 مايو 2023  | 0.647%                    |
| 2 | 16 مايو 2023  | 0.386%                    |
| 3 | 22 مايو 2023  | 0.282%                    |
| 4 | 23 مايو 2023  | 0.390%                    |
| 5 | 29 مايو 2023  | غير متاح                  |
| 6 | 30 مايو 2023  | 0.218%                    |
| 7 | 5 مايو 2023   | 0.191%                    |
| 8 | 6 مايو 2023   | غير متاح                  |
| 9 | 12 يونيو 2023 | 0.173%                    |
| 10 | 13 يونيو 2023 | 0.185%                    |
| متوسط | متوسط         | 0.309%                    |
| - تُبث هذه الدراما على قناة الكابل / التلفزيون المدفوع الذي عادةً ما يكون جمهورها أصغر نسبيًا مقارنةً بالمحطات التلفزيونية / العامة (KBS ، SBS ، MBC ، EBS). |               |                           |

## الإنتاج
اكتمل تصوير المسلسل بحلول أكتوبر 2022.

## روابط خارجية
- الموقع الرسمي
 (بالكورية)
- أوه! يونغ شيم على موقع IMDb (الإنجليزية)
- أوه! يونغ شيم على موقع قاعدة بيانات الفيلم (الإنجليزية)
- أوه! يونغ شيم على هانسينما